# Roye (Somme)
Roye település Franciaországban, Somme megyében. Lakosainak száma 5748 fő (2022. január 1.). Roye Gruny, Beuvraignes, Carrépuis, Goyencourt, Laucourt, Roiglise, Saint-Mard, Verpillières és Villers-lès-Roye községekkel határos.

## Népesség
A település népessége az elmúlt években az alábbi módon változott:
| Lakosok száma | 6061 | 5972 | 5942 | 5786 | 5709 | 5693 | 5703 | 5662 | 5748 |
|               | 2013 | 2015 | 2016 | 2017 | 2018 | 2019 | 2020 | 2021 | 2022 |